# Nan Grey
Nan Grey (Eschal Loleet Grey Miller: Houston, de Texas, 25 de julio de 1918 – San Diego, de California, 25 de julio de 1993), a veces acreditada como Nan Gray, fue una actriz estadounidense.

## Biografía
En 1934 viajó a Hollywood junto a su madre. Uno de sus amigos la convenció de hacer una audición, lo que la adentró en el mundo del cine. Dos años más tarde actuó junto a John Wayne en la cinta Sea Spoilers. Ese mismo año participó en la película de terror La hija de Drácula y en el musical Three Smart Girls. En 1940 actuó en The Invisible Man Returns junto a Vincent Price.
Entre 1938 y 1945 interpretó a Kathy Marshall en la radionovela Those We Love.
Grey contrajo matrimonio con el jockey estadounidense Jack Westrope en 1939, de quien se divorció años más tarde. Posteriormente se casó con el cantante Frankie Laine, matrimonio que duró hasta la muerte de la actriz en 1993.

## Filmografía
| - Rawhide (1960, serie de tv) - Under Age (1941) - A Little Bit of Heaven (1940) - Margie (1940) - You're Not So Tough (1940) - Sandy Is a Lady (1940) - The House of the Seven Gables (1940) - The Invisible Man Returns (1940) - Tower of London (1939) - The Under-Pup (1939) - Ex-Champ (1939) - Three Smart Girls Grow Up (1939) - The Storm (1938) - Girls' School (1938) - Danger on the Air (1938) - Reckless Living (1938) - The Black Doll (1938) - The Jury's Secret (1938) - Some Blondes Are Dangerous (1937) | - Love in a Bungalow (1937) - The Man in Blue (1937) - Let Them Live (1937) - Three Smart Girls (1936) - Sea Spoilers (1936) - Crash Donovan (1936) - Nobody's Fool (1936) - La hija de Drácula (1936) - Love Before Breakfast (1936) - Sutter's Gold (1936) - The Great Impersonation (1935) - His Night Out (1935) - The Affair of Susan (1935) - Mary Jane's Pa (1935) - The Woman in Red (1935) - Babbitt (1934) - The Firebird (1934) - The St. Louis Kid (1934) |